# 刘德伟
劉德偉（1958年12月24日—），山东省荣成市人，中国人民解放军中将，第十三届全国人民代表大会代表名单。

## 生平
曾任中国人民解放军空军航空大学政委、中国人民解放军空军政治部副主任。2015年7月，任南京军区空军政委。2016年1月，任东部战区副政治委员兼东部战区空军政治委员。2018年2月24日，当选为第十三届全国人大代表。2018年7月，转任中央军委政治工作部副主任。
2009年，晋升空军少将军衔。2016年7月，晋升空军中将军衔。